# Thalassodes dentatilinea
Thalassodes dentatilinea är en fjärilsart som beskrevs av Louis Beethoven Prout 1912. Thalassodes dentatilinea ingår i släktet Thalassodes och familjen mätare. Inga underarter finns listade i Catalogue of Life.